# DJ Negro
Félix Rodríguez (San Juan,18 de mayo de 1968), más conocido como DJ Negro, es un DJ, productor musical, ingeniero de sonido y productor Ejecutivo. Considerado pionero del movimiento cultural y género musical Únder y en la evolución y difusión del género junto a Dj Playero y Dj Eric durante la década de los 80's y 90's.
Es  conocido por sus recopilaciones The Noise y sus creaciones junto al pionero del rap en español, Vico C.

## Historia
DJ Negro se estableció en la industria por primera vez como DJ de Vico C en el álbum Misión: La Cima de 1990, donde aparece en la portada del álbum. DJ Negro continuó trabajando con Vico C, en Hispanic Soul (1991), pero pronto comenzó a dedicarse a la escena de clubes en San Juan.
En 1992, fundó The Noise, un club nocturno en el que se invitaba a las personas a hacer freestyle con pistas de hip-hop y reggae interpretadas por DJ. El club se convirtió en un colectivo, ya que los tocadiscos Tony Touch y DJ Nelson se volvieron habituales, junto con una larga lista de aspirantes a cantantes que estaban interesados en el estilo libre para la multitud, entre ellos, Baby Rasta & Gringo, Maicol & Manuel, Las Guanábanas, Don Chezina, Polaco, Bebe, Point Breakers, entre otros, fueron algunos de los que ganaron los primeros eventos en The Noise. En el año 1995 en The Noise 5 hace su aparición por primera vez la reconocida artista Ivy Queen conocida como la reina del reguetón.
DJ Negro comenzó a publicar una serie influyente de CD de Noise, algunos grabados en vivo en el club, otros en el estudio. a través de Sony Discos. También grabó un disco de merengue en solitario, Quiero un Amor (1994), de temas compuestos por el vocalista César Flores y el productor Elvis García; sin embargo, The Noise fue su empresa más prometedora, ya que el colectivo había comenzado a producir sus propias pistas de reguetón. DJ Negro también participó en los álbumes debut en solitario de Ivy Queen (En Mi Imperio, 1997) Baby Rasta & Gringo (Live Desde el más allá, 1997) y colaboró con el productor musical panameño conocido como El Chombo (Rodney Clark) para grabar Cuentos de la cripta (1997) donde aparecen varios cantantes boricuas. Continuó con su serie de CD de Noise hasta un último volumen, The Noise, Vol. 10: El último ruido (2004). En ese momento, el reguetón se había convertido en un estilo de música comercialmente viable y reconocido internacionalmente, y el propio DJ Negro comenzó a ganar un mayor reconocimiento por su papel central en su iniciación.
Mantuvo una competencia musical con DJ Eric, donde sus artistas lanzaban indirectas al otro grupo, generando los primeros diss del reguetón.
En 2020, se unió a Dj Playero y DJ Eric para presentar nuevos talentos de la música urbana en un proyecto llamado "Los Fathers del Reggaetón".

## Discografía

### Álbumes de estudio
- 1994: Quiero un amor (merengue)